# Isabella de Warenne
Isabella de Warenne (1265 circa – tra il 1291 e il 1296) è stata una nobile inglese.
Moglie di re Giovanni di Scozia, le scarse notizie sulla sua vita non permettono di stabilire con certezza se sia mai stata effettivamente regina di Scozia.

## Biografia
Era figlia di Giovanni de Warenne, VI conte di Surrey, mentre l'identità della madre è incerta: sua moglie Alice di Lusignano era già morta nel 1256, mentre al momento del matrimonio con John Balliol nel 1279 Isabella era definita come "adolescente", lasciando quindi intendere un secondo matrimonio paterno che non è però stato registrato dalle cronache.
Sposò appunto John Balliol, all'epoca un nobile inglese minore, ma che sarebbe asceso al trono di Scozia nel 1292 in quanto discendente di re Davide I. Isabella diede al marito due figli:
- Edoardo (?-1364), pretendente al trono di Scozia;
- Enrico (?-1332), ucciso alla battaglia di Annan.

Isabella de Warenne morì giovane, ma non è noto in quale anno, e non è quindi possibile stabilire se divenne mai effettivamente regina consorte di Scozia all'ascesa del marito. Comunque, dopo la sua morte, John Balliol non si risposò.

## Ascendenza
|                                         |                     |                                            | Genitori                                |  |  | Nonni |  |  | Bisnonni           |  |  | Trisnonni          |  |
|                                         |                     |                                            |                                         |  |  |       |  |  | Hamelin de Warenne |  |  | Goffredo V d'Angiò |  |
|                                         |                     |                                            |                                         |  |  |       |  |  | Hamelin de Warenne |  |  | Goffredo V d'Angiò |  |
|                                         |                     | …                                          |                                         |  |  |       |  |  | Hamelin de Warenne |  |  |                    |  |
| Guglielmo di Warenne                    |                     |                                            |                                         |  |  |       |  |  | Hamelin de Warenne |  |  |                    |  |
|                                         |                     | Isabel de Warenne, contessa del Surrey     | …                                       |  |  |       |  |  |                    |  |  |                    |  |
|                                         |                     | Isabel de Warenne, contessa del Surrey     | …                                       |  |  |       |  |  |                    |  |  |                    |  |
|                                         |                     | Isabel de Warenne, contessa del Surrey     | …                                       |  |  |       |  |  |                    |  |  |                    |  |
| Giovanni de Warenne, VI conte di Surrey |                     | Isabel de Warenne, contessa del Surrey     |                                         |  |  |       |  |  |                    |  |  |                    |  |
|                                         |                     | Guglielmo il Maresciallo                   | Giovanni il Maresciallo                 |  |  |       |  |  |                    |  |  |                    |  |
|                                         |                     | Guglielmo il Maresciallo                   | Giovanni il Maresciallo                 |  |  |       |  |  |                    |  |  |                    |  |
|                                         |                     | Guglielmo il Maresciallo                   | Sibilla di Salisbury                    |  |  |       |  |  |                    |  |  |                    |  |
| Matilde Marshal                         |                     | Guglielmo il Maresciallo                   |                                         |  |  |       |  |  |                    |  |  |                    |  |
|                                         |                     | Isabella di Clare, IV contessa di Pembroke | Riccardo di Clare                       |  |  |       |  |  |                    |  |  |                    |  |
|                                         |                     | Isabella di Clare, IV contessa di Pembroke | Riccardo di Clare                       |  |  |       |  |  |                    |  |  |                    |  |
|                                         |                     | Isabella di Clare, IV contessa di Pembroke | Eva MacMurrough                         |  |  |       |  |  |                    |  |  |                    |  |
| Isabella de Warenne                     |                     | Isabella di Clare, IV contessa di Pembroke |                                         |  |  |       |  |  |                    |  |  |                    |  |
|                                         | Ugo IX di Lusignano | Ugo il Bruno di Lusignano                  |                                         |  |  |       |  |  |                    |  |  |                    |  |
|                                         | Ugo IX di Lusignano | Ugo il Bruno di Lusignano                  |                                         |  |  |       |  |  |                    |  |  |                    |  |
|                                         | Ugo IX di Lusignano | Orengarda                                  |                                         |  |  |       |  |  |                    |  |  |                    |  |
| Ugo X di Lusignano                      | Ugo IX di Lusignano |                                            |                                         |  |  |       |  |  |                    |  |  |                    |  |
|                                         |                     | Agatha di Preuilly                         | Pietro II Montrabel de Preuilly-Vendôme |  |  |       |  |  |                    |  |  |                    |  |
|                                         |                     | Agatha di Preuilly                         | Pietro II Montrabel de Preuilly-Vendôme |  |  |       |  |  |                    |  |  |                    |  |
|                                         |                     | Agatha di Preuilly                         | …                                       |  |  |       |  |  |                    |  |  |                    |  |
| Alice di Lusignano                      |                     | Agatha di Preuilly                         |                                         |  |  |       |  |  |                    |  |  |                    |  |
|                                         |                     | Ademaro III d'Angoulême                    | Guglielmo VI d'Angoulême                |  |  |       |  |  |                    |  |  |                    |  |
|                                         |                     | Ademaro III d'Angoulême                    | Guglielmo VI d'Angoulême                |  |  |       |  |  |                    |  |  |                    |  |
|                                         |                     | Ademaro III d'Angoulême                    | Margherita di Turenne                   |  |  |       |  |  |                    |  |  |                    |  |
| Isabella d'Angoulême                    |                     | Ademaro III d'Angoulême                    |                                         |  |  |       |  |  |                    |  |  |                    |  |
|                                         |                     | Alice di Courtenay                         | Pietro I di Courtenay                   |  |  |       |  |  |                    |  |  |                    |  |
|                                         |                     | Alice di Courtenay                         | Pietro I di Courtenay                   |  |  |       |  |  |                    |  |  |                    |  |
|                                         |                     | Alice di Courtenay                         | Elisabetta di Courtenay                 |  |  |       |  |  |                    |  |  |                    |  |
|                                         |                     | Alice di Courtenay                         |                                         |  |  |       |  |  |                    |  |  |                    |  |